# 5596 Морбіделлі
5596 Морбіделлі (5596 Morbidelli) — астероїд головного поясу, відкритий 7 серпня 1991 року.
Тіссеранів параметр щодо Юпітера — 3,677.